# Romuald Rajs
Romuald Adam Rajs, także Rais lub Reiss, ps. „Bury” (ur. 30 listopada 1913 w Jabłonce, zm. 30 grudnia 1949 w Białymstoku) – polski wojskowy, podoficer zawodowy Wojska Polskiego II RP, kapitan Związku Walki Zbrojnej-Armii Krajowej oraz Narodowego Zjednoczenia Wojskowego, uczestnik podziemia antykomunistycznego, zbrodniarz wojenny  .
Podczas II wojny światowej był dowódcą 1 kompanii szturmowej 3 Wileńskiej Brygady AK (1944), dowódcą 2 szwadronu 5 Wileńskiej Brygady AK (1945), dowódcą 3 Brygady Wileńskiej Narodowego Zjednoczenia Wojskowego i szefem Pogotowia Akcji Specjalnej w Komendzie Okręgu NZW Białystok (1945–1946). Był oficerem liniowym, za odwagę bojową wielokrotnie odznaczanym i awansowanym. Posługiwał się kilkoma pseudonimami.
W listopadzie 1948 roku został aresztowany przez Ministerstwo Bezpieczeństwa Publicznego. Całkowicie się zdekonspirował, ujawnił kontakty konspiracyjne i adresy. W śledztwie podał miejsce pobytu swojego zastępcy, ppor. Kazimierza Chmielowskiego. Na pokazowym procesie w 1949 roku został skazany przez sąd komunistyczny na karę śmierci, a dwa miesiące później stracony. Sąd wojskowy RP w 1995 roku unieważnił wyrok z 1949, uznając go za zbrodnię komunistyczną.
„Bury” ponosi odpowiedzialność za szereg zbrodni wojennych. Z jego rozkazu rozstrzeliwano jeńców litewskich. Po wojnie dowodzony przez niego oddział spacyfikował szereg wsi na Podlasiu, dokonując zbrodni przeciwko ludności cywilnej narodowości białoruskiej, wyznania prawosławnego, m.in. w Puchałach Starych, w Zaleszanach oraz we wsiach Zanie, Szpaki i Końcowizna (1946). W latach 2002–2005 Instytut Pamięci Narodowej przeprowadził śledztwo w sprawie czynów popełnionych przez „Burego”, które wykazało, że jego działalność nosi znamiona ludobójstwa na prawosławnej społeczności białoruskiej w powojennych granicach Polski .
Rajs pozostawał stosunkowo mało znany w skali kraju, dopóki pamięć o nim nie została przejęta przez Obóz Narodowo-Radykalny (ONR) – skrajnie nacjonalistyczne ugrupowanie polityczne, które aktywnie promuje go jako bohatera. Od 2016 roku ONR organizuje w Hajnówce marsze ku czci „Burego”. Gloryfikacja jego postaci w tym mieście, zamieszkałym w znacznym stopniu przez ludność białoruską, stała się sposobem na wyrażanie antybiałoruskich resentymentów . Podczas gdy Rajs jest czczony przez polskie środowiska nacjonalistyczne (głównie na Podlasiu) jako bohater narodowy, jest odrzucany i potępiany przez mniejszość białoruską w Polsce, polskie media tzw. głównego nurtu oraz władze państwowe i samorządowe.

## Życiorys

### Młodość

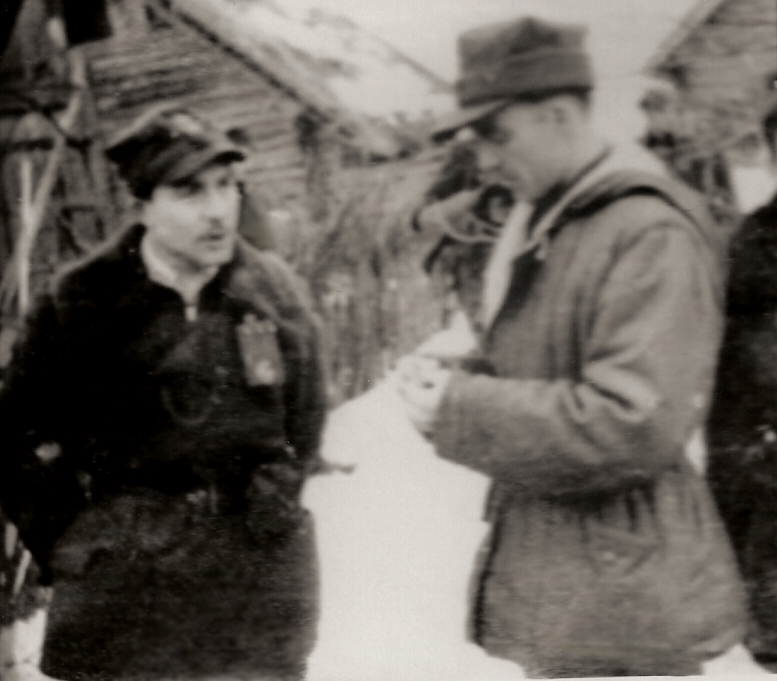
Romuald Rajs „Bury” i Piotr Motylewicz „Szczepcio” (1944)

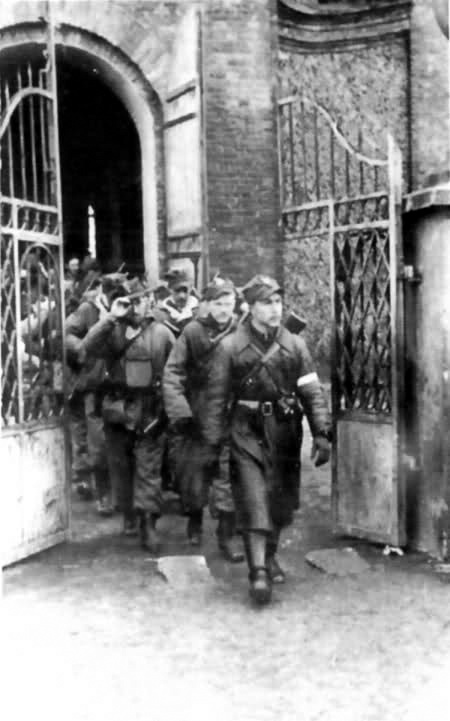
kompania szturmowa 3 Brygady Wileńskiej AK wychodzi z kościoła w Turgielach, na czele ppor. Romuald Rajs „Bury” (kwiecień 1944)

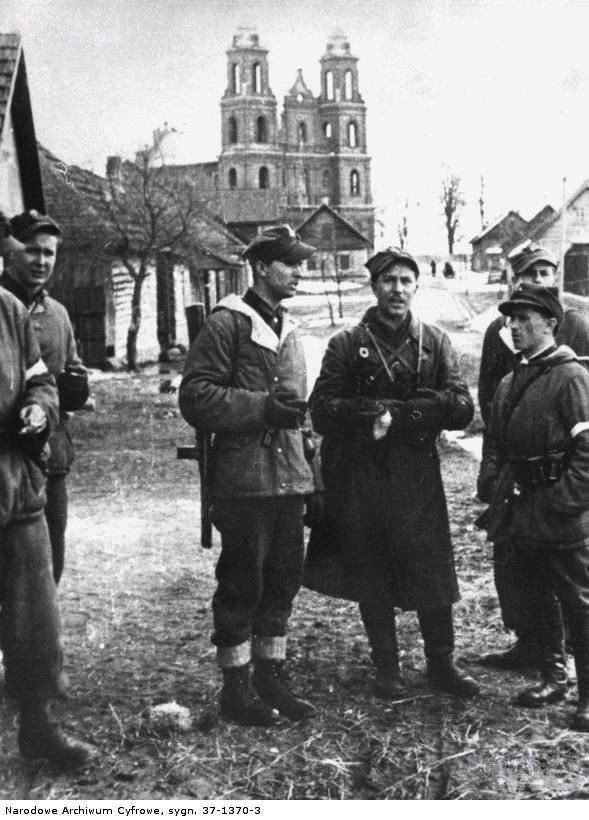
Żołnierze 3 Wileńskiej Brygady Armii Krajowej w Turgielach (1944). Od lewej: NN, Witold Łukomski „Zorian”, Czesław Stankiewicz „Zaskoczek”, Wacław Barbarowicz „Baśka”, Romuald Rajs „Bury”, Józef Surowiak „Bohdan”, Eugeniusz Korejwo „Mat”.

Był synem Stanisława (1868–1914) i Eleonory z domu Szaler (1880–1966). Jeden z przodków Eleonory, Piotr Ocipka, brał udział w powstaniu listopadowym. Ojciec był rządcą folwarku w Jabłonce. Rajs miał sześcioro rodzeństwa, dwaj bracia zmarli we wczesnym dzieciństwie.
Najstarszy brat Rajsa, Stanisław (ur. 1894), w 1914 roku wstąpił do 20. galicyjskiego pułku piechoty. Okazał się dobrym żołnierzem, szybko awansował, jednak 13 września 1915 roku trafił do niewoli rosyjskiej, w której pozostał do roku 1918. 2 grudnia 1918 roku wstąpił do odradzającego się Wojska Polskiego, służbę rozpoczął w 10. pułku piechoty. W 1939, w stopniu kapitana, pełnił służbę w Komendzie Rejonu Uzupełnień Nowy Targ. W kampanii wrześniowej dostał się do niemieckiej niewoli. Zmarł 17 maja 1942 roku w szpitalu jenieckim w Tangerhütte.
Kolejny z braci, Tadeusz we wrześniu 1939 dostał się do niewoli, zdołał jednak zbiec i poprzez Portugalię dotarł do Wielkiej Brytanii. Służył w 315. Dywizjonie Myśliwskim jako kancelista, zginął w 1944 roku na pokładzie polskiego okrętu. Tylko Eugeniusz przeżył wojnę.
Romuald Rajs rozpoczął naukę w roku 1920 w siedmioklasowej Publicznej Szkole Powszechnej im. Króla Władysława Jagiełły w Sanoku. W 1925 roku rozpoczął naukę w Państwowym Gimnazjum im. Królowej Zofii w Sanoku, gdzie w roku szkolnym 1926/1927 jako uczeń klasy II został uznany za nieuzdolnionego. Wrócił do szkoły powszechnej, którą ukończył w roku 1930. W 1930 roku wstąpił do Szkoły Podoficerskiej Piechoty dla Małoletnich w Koninie. W 1933 roku ukończył Szkołę Podoficerską w Koninie i kurs spadochronowy w Biedrusku. W stopniu kaprala przydzielony został w tym samym roku do 85 pułku piechoty w Nowej Wilejce, a w 1936 roku przeniesiony do 13 pułku piechoty, gdzie został dowódcą plutonu. W 1938 roku ponownie został przeniesiony do konnego plutonu zwiadu 85 pułku piechoty.

### Kampania 1939 roku
Niewiele wiadomo o udziale Rajsa w kampanii wrześniowej w 1939 roku. 31 sierpnia wraz z 85 pułkiem piechoty został przeniesiony w rejon Łowicza i walczył w Armii „Prusy”. Był dowódcą plutonu, jego zadanie polegało na rozpoznaniu przedpola. Jego macierzysta jednostka (85 pp) została rozproszona 5–6 września w walkach pod Tomaszowem Mazowieckim. Po przekroczeniu Wisły z 17 żołnierzami, jego oddział został rozbity 15 września pod Lublinem. Wraz z pięcioma żołnierzami cofał się w stronę Kowla i Berezy Kartuskiej. Na trasie Kowel-Bereza Kartuska został zatrzymany przez oddział uzbrojonych Białorusinów i odesłany do Lidy w celu złożenia broni i zdania koni. Rajs został wkrótce zwolniony i wrócił do Wilna. Poszukiwał pracy.

### Działalność w Armii Krajowej
W konspiracji działał już od roku 1939, posługując się rozmaitymi pseudonimami: Romuald Dąbrowski, Jerzy Góra, Eugeniusz Rajs, Romuald Rostkowski, Stanisław Wyszyński.
W połowie 1940 roku w związku z jego działalnością w ZWZ został zatrzymany i osadzony w obozie pracy, gdzie najpierw spędził dwa miesiące pracując na torfowiskach. Następnie został przeniesiony do fabryki mebli w Nowej Wilejce. Utracił wtedy łączność z organizacją. Po zajęciu Wileńszczyzny przez wojska niemieckie nawiązał kontakt z bliżej nieznaną organizacją konspiracyjną. W 1942 roku podporządkował się Gracjanowi Frógowi „Góralowi”. Do jego obowiązków należało werbowanie nowych ochotników. Zdobywał także broń. W 1942 roku miał pod swoją komendą pełny pluton. W kwietniu albo maju 1941 roku zawarł związek małżeński z Genowefą Mężyńską. W lutym 1943 roku jego żona, Genowefa, urodziła mu syna. Dano mu imię Romuald.
Od 21 października 1943 został szkoleniowcem 3 Wileńskiej Brygady AK, a także dowódcą 1 kompanii szturmowej. Brygadą dowodził por. Gracjan Fróg „Szczerbiec”. W listopadzie Komenda Okręgu chciała pozbawić „Szczerbca” samodzielnego dowództwa. Jego grupa miała wejść w skład oddziału „Łupaszki”. „Szczerbiec” odmówił wykonania rozkazu. Z tego względu 20 grudnia 1943 roku Komenda Okręgu AK przysłała do oddziału trzech oficerów. Oficerowie zostali aresztowani, a dwóch z nich wychłostano. Część kary wymierzył „Bury” osobiście. Nie wyciągnięto żadnych konsekwencji wobec uczestników puczu. Według Jerzego Kułaka właśnie „Bury” był osobą, która zorganizowała pucz (w obronie „Szczerbca”).
8 stycznia 1944 jego oddział został zaatakowany przez Niemców we wsi Mikuliszki. Oddziałem niemieckim dowodził por. Gregor Schnabel, komendant żandarmerii w Oszmianie. Walka trwała ok. czterech godzin. Niemcy ponieśli poważne straty i wycofali się. Po stronie AK poległo pięciu żołnierzy (m.in. „Szczepcio”), a dziewięciu odniosło rany. Po zakończeniu walki rozstrzelano wziętych do niewoli litewskich policjantów. Część z nich „Bury” rozstrzelał osobiście. Dwóch Białorusinów i jednego Niemca puścił wolno. Był to pierwszy i zarazem jeden z największych sukcesów w historii oddziału. W okresie tym kilkakrotnie rozstrzelał wziętych do niewoli jeńców. Za męstwo okazane w walce pod Mikuliszkami został odznaczony Krzyżem Walecznych. W kilka dni po walce w Mikuliszkach komendant żandarmerii zaproponował partyzantom spotkanie. Po tym spotkaniu Julius Christiansen, dowódca wileńskiej Abwehry, zapragnął osobiście spotkać się ze „Szczerbcem”. Niemcy doceniali siłę polskiej partyzantki i pragnęli nawiązać współpracę z 5. Brygadą „Łupaszki”. Polakom chodziło o wysondowanie niemieckiego morale oraz o zwolnienie Polaków przetrzymywanych w więzieniach, by wspólnie zwalczać sowiecką partyzantkę. Pomimo tych kontaktów walki trwały nadal, 22 stycznia zaatakowano i rozbito posterunek policji w Polanach.
Oddział napadał na posterunki policji i urzędy, zniszczono dokumentację urzędową w Miednikach i Miżniunach. Likwidowano szpicli oraz donosicieli, ale mniej gorliwym wymierzano jedynie karę chłosty. 1 marca „Bury” przeprowadził udaną akcję na posterunek litewskiej policji w Mickuniach. 17 marca wziął udział w natarciu na Czarny Bór. Akcja zakończyła się niepowodzeniem. W końcu marca 3. Brygada zdobyła Nowe Troki. W lipcu 1944 roku brał udział w operacji Ostra Brama, której celem było wyzwolenie Wilna zanim zrobi to Armia Czerwona. 3. Brygada liczyła wtedy ponad siedmiuset żołnierzy. W toku walk opanował Kolonię Wileńską, a następnie wyparł Niemców z umocnień broniących dostępu do dzielnicy Belmont. 3. Brygada utraciła ponad czterdziestu żołnierzy. „Bury” w trakcie walk wykazał się zdolnościami dowódczymi, a jego kompania pomimo strat zachowała sprawność bojową. Za odwagę wykazaną w tych bojach odznaczony został Krzyżem Virtuti Militari V klasy i otrzymał awans na porucznika. Większość oddziałów AK została wkrótce rozbrojona przez Sowietów, natomiast „Bury” uniknął rozbrojenia. Po aresztowaniu dowódcy swojego oddziału przez NKWD, Rajs przejął dowództwo nad 3. Brygadą, którą skierował do Puszczy Rudnickiej, a po miesiącu ją rozwiązał.
W październiku 1944 roku przedostał się do Białegostoku, gdzie na przełomie listopada i grudnia zgłosił się do 4 Zapasowego Pułku Piechoty Ludowego Wojska Polskiego pod fałszywym nazwiskiem Jerzy Góral. Od stycznia 1945 roku dowodził 2 plutonem 4 Kompanii Samodzielnego Batalionu Ochrony Lasów Państwowych w Hajnówce. Do jego zadań należało zwalczanie kłusownictwa i ochrona lasów przed nielegalnym wyrębem. W maju 1945 roku skontaktował się z mjr. Zygmuntem Szendzielarzem, który na Białostocczyźnie odtwarzał w tym czasie 5. Wileńską Brygadę AK. Rajs zdezerterował wraz z 29 żołnierzami i przyłączył się do oddziału Szendzielarza. 9 maja 1945 roku został dowódcą 2. szwadronu 5. Brygady. Pod dowództwem „Burego” 2. szwadron przeprowadził kilka akcji bojowych, atakował pododdziały Armii Czerwonej, rozbrajał posterunki Milicji Obywatelskiej, likwidował komunistycznych aktywistów oraz agenturę UB. 27 czerwca zginął Antoni Subocz „Wesoły”; był to jedyny poległy partyzant w historii 2. szwadronu. Oddziały Rajsa były wtedy cały czas w ruchu.

### Działalność w Narodowym Zjednoczeniu Wojskowym
Ostatnia koncentracja 5. Brygady odbyła się 7-8 września 1945 roku w gajówce Stoczek. Tutaj mjr. Zygmunt Szendzielarz wydał rozkaz rozwiązania 5. Wileńskiej Brygady AK. Odtąd walka z komunistycznym reżimem miała być prowadzona metodami politycznymi. Dowódcy wchodzących w jej skład 3. i 4. szwadronu podporządkowali się rozkazowi, natomiast Rajs postanowił walczyć dalej. Szendzielarz ostrzegł Rajsa, że źle to się dla niego skończy.
W końcu sierpnia 1945 roku nawiązał kontakt z komendantem Okręgu III Białystok Narodowego Zjednoczenia Wojskowego, mjr. Janem Szklarkiem ps. „Kotwicz” i wraz ze swoim szwadronem przeszedł do tej organizacji. Został awansowany do stopnia kapitana i 16 września objął funkcję szefa Pogotowia Akcji Specjalnej (PAS) w Okręgu NZW Białystok. Jego oddział, nazywany odtąd 3. Wileńską Brygadą NZW, stanowiący największe ugrupowanie NZW na Białostocczyźnie, stoczył wiele walk z grupami operacyjnymi MBP, KBW i MO. Według oceny Jerzego Kułaka nie nadawał się na stanowisko dowódcze w sztabie, ale był „świetnym oficerem liniowym”. Oddział „Burego” w chwili przejścia do NZW liczył około dwudziestu ludzi, uzbrojonych w automaty i cztery erkaemy.
20 września 1945 roku, zaledwie cztery dni po oficjalnym powitaniu II szwadronu w szeregach NZW, mjr. Florian Lewicki „Kotwicz” wydał kpt. „Buremu” rozkaz, który mówił między innymi:

„[...] wskutek 1. agresywnego stosunku PPR [...], 2. załamania się elementów konspiracyjnych na terenie 8. kompanii na skutek silnego obsadzenia terenów tej kompanii przez wywiad wrogi [...]” oddział PAS ma przeprowadzić pacyfikację terenów południowo-wschodnich powiatu bielskiego. Akcja miała być wymierzona nie tylko w siatkę agenturalną resortu bezpieczeństwa, powinna mieć również charakter „odwetu na wrogiej ludności do sprawy konspiracyjnej”.

Z powodu szczupłości sił rozkaz z 20 września 1945 roku dla oddziału kpt. Rajsa wkrótce zawieszono. Rajs udał się na urlop, podczas którego skupił się na zapewnieniu bezpieczeństwa przybyłej z Wileńszczyzny żonie i synowi. Genowefa Rajs najpierw zamieszkała w Elblągu, a następnie w Węgrowie. Na Białostocczyznę Rajs powrócił dopiero w połowie stycznia 1946 roku. W końcu grudnia 1945 roku jego oddział liczył około 90 ludzi, podzielonych na trzy plutony i był już na tyle liczny, że mógł przystąpić do działań. Na przełomie 1945 i 1946 podjęta została decyzja o wymarszu tej organizacji na teren powiatu Bielsk Podlaski. Celem wymarszu było między innymi zademonstrowanie siły organizacji NZW . Podczas wymarszu Rajs stosował brutalne metody walki.
Po 1944 roku tereny powiatu Bielsk Podlaski uważane były przez organizacje konspiracyjne za niebezpieczne dla partyzantki niepodległościowej ze względu na liczniejszą niż gdzie indziej agenturę NKWD i MBP, składającą się w znacznej części z osób narodowości białoruskiej, najczęściej również byłych członków Komunistycznej Partii Polski (KPP) i Komunistycznej Partii Zachodniej Białorusi (KPZB). Organizacje konspiracyjne zwalczały ją z całą bezwzględnością. Osobom, na których padł choćby cień podejrzenia o współpracę z NKWD czy MBP, groziła śmierć. Komitet Powiatowy PPR w Bielsku na koniec 1944 r. liczył 212 działaczy, z których 144 było narodowości białoruskiej .
W trakcie wymarszu zaznaczyło się szczególnie brutalne nastawienie ze strony „Burego” i jego żołnierzy wobec miejscowej prawosławnej ludności cywilnej. Wynikało ono ze stereotypowego rozumowania, które polegało na tym, że całą prawosławną społeczność Białostocczyzny uznawano za sympatyzującą z komunizmem, a co za tym idzie – za politycznie wrogo nastawioną do organizacji NZW. Paradoksalnie to jednak czyny polskich oddziałów partyzanckich w stosunku do tej ludności rodziły wrogość do oddziałów leśnych i zwiększały grono sympatyków, a nawet działaczy komunistycznych . Do czynów takich należało zachowanie tych organizacji na przełomie lat 1945–1946, gdy na podstawie układów republikańskich prowadzone były przymusowe wysiedlenia ludności litewskiej, białoruskiej oraz ukraińskiej do odpowiednich republik radzieckich. Z uwagi na to, że początkowo Białorusini w większości odmawiali wyjazdów na terytorium Białoruskiej SRR, w akcję postanowiły aktywnie zaangażować się także AKO/WiN i NZW. Ludność niektórych wsi, szczególnie z powiatów bielskiego i białostockiego, dostawała od tych organizacji ostrzeżenia na piśmie: grożono spaleniem wsi lub śmiercią. Zdarzały się wypadki zabójstw pojedynczych osób lub rodzin po to, by resztę wsi zastraszyć i zmusić do wyjazdu na terytorium ZSRR.
Zgodnie z rozkazem „Kotwicza” z 20 września 1945 roku „Bury” miał przeprowadzić wespół z oddziałem ppor. Jana Boguszewskiego „Bitnego” pacyfikację południowo-wschodnich terenów powiatu bielskiego. W myśl rozkazu pacyfikacja miała dotyczyć pracowników i konfidentów UB, ponadto nakazano zorganizowanie odwetu na wrogiej ludności. Do wykonania rozkazu „Bury” przystąpił dopiero w końcu stycznia 1946 roku. Na czele oddziału liczącego około 100 żołnierzy rozbroił 16 stycznia pluton KBW pod Hermanami. Był nieefektywnie ścigany przez grupę operacyjną UB-KBW dowodzoną przez ppłk. Dmitrenkę. 21 stycznia przekroczył rzekę Nurzec. 26 stycznia oddział przeszedł przez wsie Augustynówka i Milejczyce. Następnego dnia przejechał przez Wólkę Wygonowską. Stamtąd partyzanci Rajsa skierowali się na wschód, w stronę Grabowca. 27 stycznia oddział dotarł do wsi Łozice. 28 stycznia nad ranem do wsi Łozice zaczęli zjeżdżać furmani, wyznaczeni dla odrobienia szarwarku. Oddział dokonał selekcji i wybrał od 40 do 50 najlepszych zaprzęgów, które przez najbliższe dni służyły partyzantom.
29 stycznia oddział Rajsa, udając pododdział KBW, wkroczył do Zaleszan. Założono sowieckie epolety, a komendy wydawano po rosyjsku. Mieszkańcy nie wiedzieli z kim mają do czynienia. Lekceważyli przybyły do wsi oddział, odmówili spełnienia części świadczeń. „Bury” po otrzymaniu meldunku o wrogim stosunku wsi do jego żołnierzy wyraził zgodę na spalenie wsi. Śmierć poniosło łącznie 14 osób, które straciły życie w podpalonych domach, od kul lub zmarły później w wyniku odniesionych ran.
31 stycznia dokonano mordu w Puchałach Starych, w czasie którego rozstrzelano 30 prawosławnych białoruskich chłopów (furmanów), uwalniając przy tym uprzednio kilka osób. 2 lutego 1946 roku nastąpił atak oddziałów NZW na miejscowości Zanie, Szpaki i Końcowizna. Wymienione wsie zostały częściowo spalone, a w Zaniach i Szpakach łącznie zamordowano 31 osób cywilnych. Po tych zbrodniach część podziemia poakowskiego nie chciała wierzyć, że zbrodni tej rzeczywiście dokonał „Bury” i utrzymywała, że jest to „sowiecka prowokacja”. Wyczynami „Burego” zainteresowało się podziemie WiN-owskie, które odnotowało w raporcie dla Komendy Obwodowej w Bielsku Podlaskim:

Oddziały partyzanckie NZW pod dowództwem „Burego”, „Bitnego” i „Rekina” terroryzują spokojną ludność polską. Chłop za niechętne odezwanie się dostaje w twarz. Legitymowany przechodzień za niezręczne wydobywanie dokumentów jest zwykle bity do krwi. Jeżdżą tylko furami, pieszo nigdy. Furmani są przetrzymywani przez tydzień czasu przy oddziale. Każdy furman za najmniejsze uchybienie dostaje lanie. Ludność jest terroryzowana.

W odpowiedzi na czyny „Burego” kilku duchownych prawosławnych zaangażowało się w akcję zbierania podpisów pod petycją do rządu ZSRR z prośbą o „wzięcie w opiekę ludności prawosławnej zamieszkującej Białostocczyznę”. W akcję był zaangażowany ks. Mikołaj Wincukiewicz z Bielska Podlaskiego. W petycji było napisane: „Rząd Polski gnębi Białorusinów, pali wsie białoruskie, rzuca dzieci w ogień i w związku z tym Białorusini proszą Rząd Radziecki o wzięcie ich pod swoją opiekę.” Petycja była adresowana do władz w Moskwie i Mińsku. Wyjazdy do ZSRR były wspierane przez starostę bielskiego R. Woźniaka oraz wojewodę białostockiego Stefana Dybowskiego. W efekcie do końca 1946 roku z woj. białostockiego wyjechało wtedy 36 388 osób narodowości białoruskiej.
W związku z pacyfikacją województwa rozpoczętą przez MBP Rajs wycofał oddział do byłych Prus Wschodnich. 16 lutego 1946 roku stoczył pod Orłowem walkę z radziecko-polską grupą operacyjną, którą przegrał. 16 członków jego oddziału zostało zabitych, a trzech aresztowanych. 28 kwietnia w Brzozowie-Antoniach rozbito grupę operacyjną UBP-KBW-MO. Rajs wydał rozkaz rozstrzelania wziętych do niewoli kilkunastu funkcjonariuszy UBP i MO. W październiku 1946 roku rozwiązał oddział, zrezygnował z pracy w sztabie i wyjechał do Elbląga.
W lutym 1947 roku przyjechał do Jeleniej Góry, od marca pracował w urzędzie gminy Karpacz, którą to pracę załatwił mu jego podwładny z okresu wileńskiego. W październiku zwolnił się z pracy w gminie i odtąd wraz z żoną prowadził pralnię, którą kupił kilka miesięcy wcześniej. Utrzymywał kontakt z ppłk „Błękitem” i innymi dowódcami NZW. Usiłował nawiązać kontakt z „Łupaszką”, który jednak kontaktu nie podjął. W listopadzie 1948 roku Bury zawiesił działalność pralni.

### Proces i wyrok

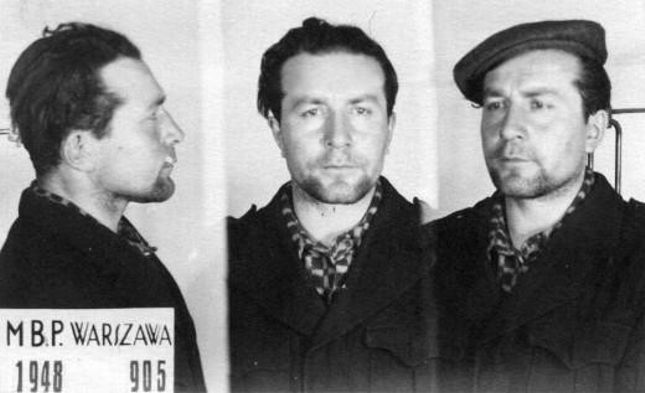
Romuald Rajs po aresztowaniu przez MBP (1948)

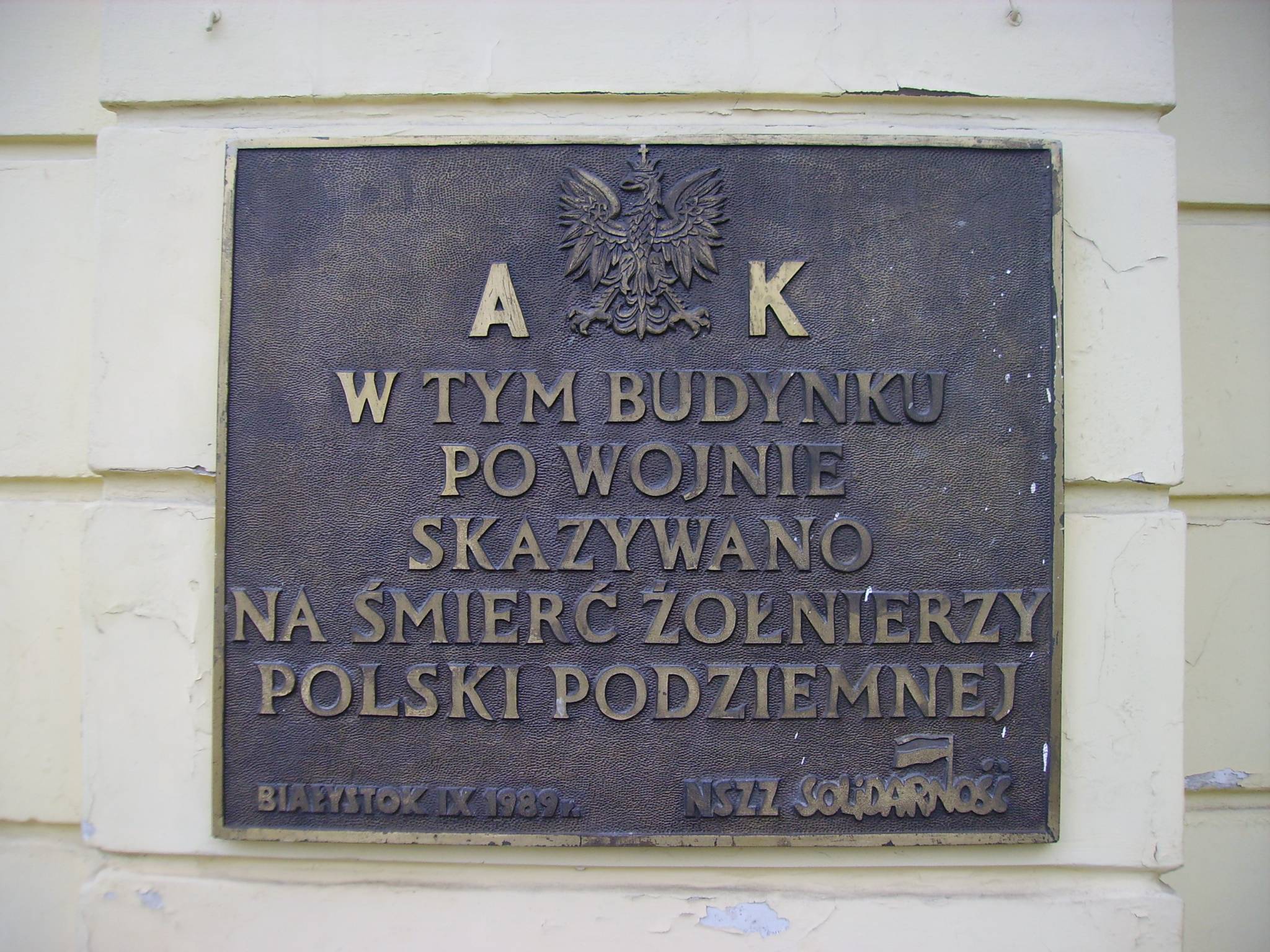
Tablica upamiętniająca na kinie „Ton”

UB dzięki agentom posiadało wiedzę na temat kontaktów, lokali i rodziny Rajsa. Umożliwiło to jego aresztowanie. Wydany został przez łączniczkę i aresztowany 11 listopada pozornie jako podejrzany o kradzież w sklepie w Karpaczu. W drodze na miejscowy posterunek MO zdołał zbiec. Noc spędził w lesie, przedostał się do Jeleniej Góry i zatrzymał się w mieszkaniu Jurasowa. Tu 17 listopada 1948 roku został aresztowany i przewieziony do siedziby WUBP we Wrocławiu. 18 listopada został przewieziony do MBP w Warszawie. Tutaj rozpoczęto śledztwo. Podczas przesłuchań prawdopodobnie nie stosowano wobec niego przymusu fizycznego. W celi Rajsa zainstalowano agenta „Jerzego”.
Podczas śledztwa Rajs zgodził się na współpracę z UB ze względu na obietnicę wyjścia na wolność. Całkowicie się zdekonspirował, wydał swoje archiwum w Karpaczu, ujawnił kontakty konspiracyjne i adresy. W śledztwie podał miejsce pobytu swojego zastępcy, ppor. Kazimierza Chmielowskiego „Rekina”, ujawnił jego imię i nazwisko, oskarżając go również o dokonanie pacyfikacji wsi białoruskich i niezgodnie z prawdą o rozstrzelanie funkcjonariuszy MBP i MO pod Brzozowem. Zeznał, że Chmielowski mieszka w Gliwicach (w rzeczywistości mieszkał w Bytomiu) i ma rodzinę w woj. olsztyńskim. 3 grudnia 1948 roku „Rekin” został aresztowany. Podczas procesu Rajs nie przyznawał się do mordu na furmanach, zrzucał winę na swego zastępcę. Twierdził, że furmani byli Białorusinami, źle ustosunkowanymi do nielegalnych organizacji, część z nich rozstrzelał „Modrzew”. 19 listopada zaproponował przesłuchującemu go oficerowi, że gdyby został wypuszczony na wolność to mógłby dotrzeć do „Młota” i „Huzara”. Propozycję tę można rozumieć jako chęć pomocy w ich aresztowaniu. W maju 1949 roku zorientował się w grze, jaką prowadzi z nim UB, utracił nadzieję na uratowanie życia i zaczął częściowo wycofywać się z wcześniejszych zeznań.
21 września 1949 roku w białostockim kinie „Ton” rozpoczął się proces pokazowy. Sąd powołał 33 świadków, na ogół byli to mieszkańcy spacyfikowanych wsi. „Bury” przyznał się do pacyfikacji białoruskich wsi, natomiast nie przyznał się do wydania rozkazu likwidacji furmanów, minimalizował swoją rolę w walce z systemem komunistycznym, zaprzeczył, by na Wileńszczyźnie walczył z Sowietami. Drugiego dnia przyznał się, że wydał „Wiarusowi” i „Bitnemu” rozkaz spalenia wsi Zanie, Szpaki i Końcowizna, zaś „Rekinowi” – rozkaz spalenia Zaleszan. Ponownie zaprzeczył, by wydał rozkaz likwidacji furmanów i twierdził, że „Modrzew” zrobił to z własnej inicjatywy. 1 października został skazany na karę śmierci. 7 października Rajs zwrócił się do prezydenta Bolesława Bieruta z prośbą o ułaskawienie, jednak prezydent nie skorzystał z prawa łaski. Wyrok wykonano 30 grudnia 1949 w Białymstoku. Nieznane jest miejsce jego pochówku.

## Stanowisko IPN

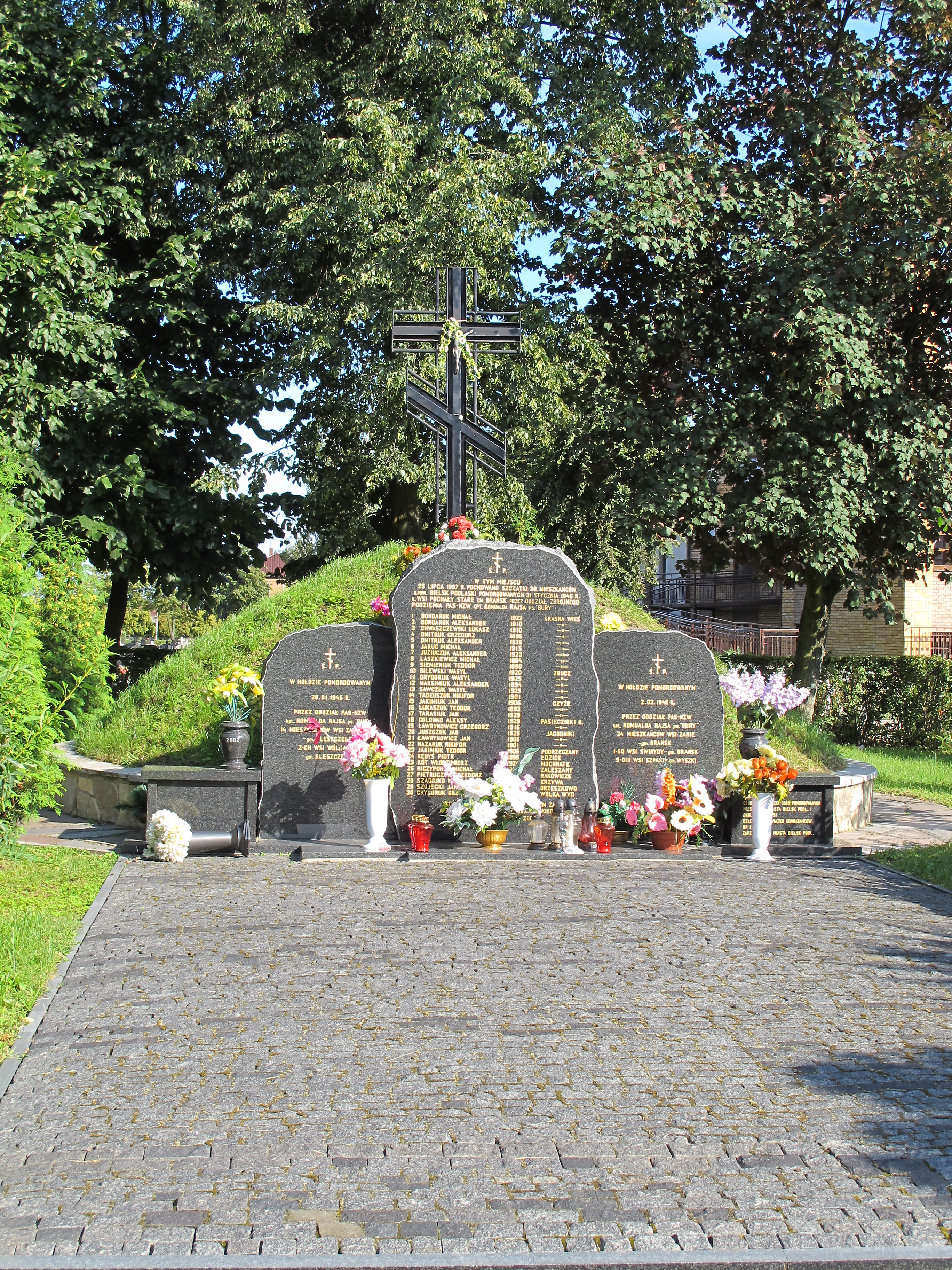
Mogiła furmanów na cmentarzu wojennym w Bielsku Podlaskim

15 września 1995 roku Sąd Warszawskiego Okręgu Wojskowego unieważnił wyrok śmierci na Romualda Rajsa, uzasadniając, że „walczył o niepodległy byt państwa polskiego”, a wydając rozkazy dotyczące m.in. pacyfikacji białoruskich wsi, działał w stanie wyższej konieczności, zmuszającym do podejmowania działań nie zawsze jednoznacznych etycznie. Rodzina otrzymała wysokie odszkodowanie. Decyzjom o rehabilitacji Rajsa towarzyszyła akcja szkalowania ofiar, przedstawianych jako „kolaborantów władzy ludowej”, za co została im wymierzona „zasłużona kara” .
Przeciwnicy rehabilitacji „Burego” założyli Społeczny Komitet ds. Ekshumacji Szczątków Osób Pomordowanych w Puchałach Starych, który między innymi wystąpił z inicjatywą budowy pomnika. Pomnik miał na celu oddanie hołdu ofiarom pacyfikacji, jednak jego budowa napotkała trudności ze strony władz wojewódzkich. Władze nie chciały zgodzić się na napis: „W hołdzie pomordowanym przez zbrojne podziemie”. Na budowę nie zezwoliła w 2001 roku wojewoda podlaska Krystyna Łukaszuk, ze względu na zbyt ogólnikowy charakter tego stwierdzenia. Łukaszuk protestowała także przeciwko określaniu w mediach działalności Romualda Rajsa mianem zbrodniczej. Pomnik odsłonięto 26 października 2002 roku, a kontrowersyjny napis zmieniono na: „W hołdzie pomordowanym przez Oddział PAS NZW kpt. Romualda Rajsa ps. »Bury«”.
W kwietniu 2002 roku Oddziałowa Komisja Badania Zbrodni Przeciwko Narodowi Polskiemu IPN w Białymstoku rozpoczęła śledztwo w sprawie „Burego”. Wykorzystano dokumenty z procesu w 1949 roku, dokumenty archiwalne PPR oraz UB, przeprowadzono rozmowy ze 169 osobami, które albo były świadkami wydarzeń, albo o nich słyszały. Dnia 30 czerwca 2005 roku, po trzech latach śledztwa, Oddziałowa Komisja IPN przedstawiła wyniki śledztwa „w sprawie zbrodni przeciwko ludzkości popełnionych w okresie od 29 stycznia 1946 r. do dnia 2 lutego 1946 r. na terenie powiatu Bielsk Podlaski w celu wyniszczenia części obywateli polskich, z powodu ich przynależności do białoruskiej grupy narodowej o wyznaniu prawosławnym”. Dowodzony przez Rajsa oddział Pogotowia Akcji Specjalnej Narodowego Zjednoczenia Wojskowego uznano za ponoszący odpowiedzialność za przestępstwa przeciwko prawosławnej ludności cywilnej ówczesnego powiatu bielskiego. Według IPN „postępowanie to zostało umorzone wobec prawomocnego zakończenia postępowania o te same czyny przeciwko sprawcy kierowniczemu oraz śmierci bezpośrednich sprawców i niewykrycia części z nich” oraz „na podstawie wszystkich dowodów nie może być wątpliwości, że sprawcą kierowniczym – osobą wydającą rozkazy był R. Rajs, „Bury”, a wykonawcami część jego żołnierzy” . W komunikacie napisano:

Nie kwestionując idei walki o niepodległość Polski prowadzonej przez organizacje sprzeciwiające się narzuconej władzy, do których należy zaliczyć Narodowe Zjednoczenie Wojskowe należy stanowczo stwierdzić, iż zabójstwa furmanów i pacyfikacje wsi w styczniu lutym 1946 r. nie można utożsamiać z walką o niepodległy byt państwa, gdyż nosi znamiona ludobójstwa. W żadnym też wypadku nie można tego, co się zdarzyło, usprawiedliwiać walką o niepodległy byt Państwa Polskiego. Wręcz przeciwnie, akcje „Burego” przeprowadzone wobec mieszkańców podlaskich wsi, wspomagały komunistyczny aparat władzy i to przede wszystkim poprzez obniżenie prestiżu organizacji podziemnych, dostarczenie argumentów propagandowych o bandytyzmie oddziałów partyzanckich. Bez wątpienia też wspomagała realizację umowy rządowej o przesiedleniu z Polski osób pochodzenia białoruskiego. Co prawda można uznawać, że akcja przesiedleńcza realizowała hasło narodowe „Polski dla Polaków”, ale w tym okresie sprzyjała bardziej dążeniom polskich i radzieckich komunistycznych organów państwowych. Działania pacyfikacyjne przeprowadzone przez „Burego” w żadnym wypadku nie sprzyjały poprawie stosunków narodowych polsko-białoruskich i zrozumienia walki polskiego podziemia o niepodległość Polski. Przeciwnie, tworzyły często nieprzejednanych wrogów lub też rodziły zwolenników dążeń oderwania Białostocczyzny od Polski. Żadna zatem okoliczność nie pozwala na uznanie tego co się stało za słuszne .

W Komunikacie ustosunkowano się także do rzekomej wrogości ludności białoruskiej wobec polskiego podziemia. Uznano, że od wrogości miejscowej ludności należy odróżnić niechęć mieszkańców do polskich oddziałów partyzanckich. Wynikała ona nie tylko z poczucia odrębności narodowej czy religijnej, ale przede wszystkim z obcości walki niepodległościowej oraz nieuświadomienia dążeń polskich organizacji konspiracyjnych. Stereotypowe rozumowanie, iż wszystkie bez wyjątku osoby deklarujące narodowość białoruską mają przekonania komunistyczne i stąd są wrogo nastawione do organizacji takich jak NZW, przyczyniło się do podjęcia i wykonania zbrodniczych zamiarów, które przekształciły się w serię zbrodni na ludności cywilnej, za które odpowiedzialność ponosi oddział dowodzony przez Romualda Rajsa .
Sąd Okręgowy w Białymstoku postanowieniem z dnia 18 listopada 2005 r. (sygn. akt III Kp 297/05) utrzymał w mocy postanowienie prokuratora IPN umarzające śledztwo w sprawie „Burego” i uznał, że 

Zabójstwo członków określonej grupy narodowościowej i wyznaniowej, w tym kobiet i dzieci, choćby pod pozorem uzyskania wyższych celów politycznych czy niepodległościowych – nie daje się usprawiedliwić żadną racją i jest zbrodnią ludobójstwa .

### Nieudana próba zmiany stanowiska IPN w sprawie „Burego”
Postanowienie prokuratora IPN o umorzeniu śledztwa oraz utrzymujące je w mocy postanowienie Sądu Okręgowego w Białymstoku były od samego początku kontestowane przez polskie środowiska nacjonalistyczne i niektórych historyków. Po dojściu do władzy Zjednoczonej Prawicy w 2015 roku, w IPN doszła do głosu grupa historyków, którzy postanowili zbrodnie oddziału Rajsa usprawiedliwiać . W lutym 2019 roku, Instytut Pamięci Narodowej opublikował anonimowy komunikat przygotowany przez Michała Ostapiuka i Kazimierza Krajewskiego, w którym podważono wcześniejsze ustalenia w sprawie czynów kpt. Romualda Rajsa „Burego”:

„Bury” nie działał z zamiarem zniszczenia (ani w całości, ani w części) społeczności białoruskiej lub też społeczności prawosławnej zamieszkałej na terenie Polski w jej obecnych granicach. Miał przecież możliwości, by puścić z dymem nie pięć, ale znacznie więcej wiosek białoruskich w powiecie Bielsk Podlaski. [...] Natomiast śmierć kobiet i dzieci, która bez wątpienia kładzie się cieniem na działalności tak samego „Burego”, jak i jego podkomendnych, nie była przez tego dowódcę zamierzona. Wina „Burego” polega w tym zakresie na stworzeniu sytuacji, nad którą nie był w stanie zapanować, i w wyniku której, niezależnie od jego zamierzeń, zginęły osoby, które w żadnym wypadku nie powinny były ucierpieć. [...] Należy zatem wyraźnie zaakcentować, że w świetle najnowszych badań naukowych informacje zawarte w ustaleniach końcowych do śledztwa S 28/02/Zi w wielu obszarach są wadliwe. Kolejnym czynnikiem, na który należy zwrócić uwagę, jest fakt, że jedynym prawomocnym aktem prawnym dotyczącym kpt. Romualda Rajsa „Burego” i jego zastępcy, ppor. Kazimierza Chmielowskiego „Rekina”, jest postanowienie Sądu Warszawskiego Okręgu Wojskowego z dnia 15 IX 1995 r. unieważniające wyroki śmierci wydane na dowódców 3. Wileńskiej Brygady NZW. [...] W świetle obowiązującego prawa Romuald Rajs i Kazimierz Chmielowski są zatem niewinni  .

Komunikat został sformułowany w taki sposób, że tak naprawdę nie wiadomo było, czy wydane oświadczenie wyraża prywatne stanowisko kilku znanych ze skrajnie prawicowych poglądów pracowników IPN, czy też stanowisko całego Instytutu . Andrzej Pozorski, szef pionu śledczego IPN, oświadczył, że komunikat nie był z nim konsultowany, a także, że wyniki śledztwa zakończonego w 2005 roku są usankcjonowane sądownie i publikacja tego typu oświadczenia na stronie internetowej nie może podważyć ich mocy prawnej. Zdaniem Krzysztofa Persaka, komunikat zawiera w sobie wewnętrzną sprzeczność: choć z jednej strony już na wstępie wyraźnie mówi o „najnowszych badaniach naukowych”, to jednak w dalszej części nie przytacza on żadnych nowych ustaleń, a stanowi jedynie polemikę z dokonaną przez prokuratora IPN oceną prawną wcześniej ustalonych przez niego wydarzeń. Persak zwraca również uwagę na fakt, że końcowe słowa komunikatu: „w świetle obowiązującego prawa Romuald Rajs i Kazimierz Chmielowski są (...) niewinni” są manipulacją, gdyż stwierdzenie to jest prawdziwe, ale tylko w odniesieniu do tych czynów, za które zostali skazani w 1949 roku przez komunistyczny sąd. Autorzy komunikatu przemilczeli tutaj fakt, że zakres śledztwa prowadzonego przez prokuratora IPN niekoniecznie pokrywał się w pełni z czynami, za które „Bury” został skazany, w związku z czym niezagłębiający się w niuanse prawne odbiorca może odebrać ten fragment jako stwierdzenie, że „Bury” rzeczywiście nie ponosi żadnej winy za mordy na prawosławnej ludności białoruskiej. Za wstrząsające i amoralne Persak uznał użyte w komunikacie stwierdzenie, że „Bury” mógł „puścić z dymem nie pięć, ale znacznie więcej wiosek białoruskich”, co miało zapewne prowadzić do wniosku, że wymordowanie 79 cywilów przez jego oddział nie powinno oburzać, skoro miał okazję, aby wymordować ich znacznie więcej . Witold Jurasz określił to stwierdzenie, a także nazwanie zabijania kobiet i dzieci czynem, który zaledwie „kładzie się cieniem” na postaci „Burego” oraz kończącą oświadczenie konstatację, iż był on „niewinny”, jako skandaliczne, dodając, że poprzez publikację omawianego komunikatu IPN „podłożył bombę” pod stosunki polsko-białoruskie, przy czym nie tyle w wymiarze relacji z reżimem Alaksandra Łukaszenki, co w wymiarze relacji z demokratyczną opozycją i społeczeństwem Białorusi. Nawet jeśli przyjąć, że „Bury” nie wydał rozkazu dokonania mordów, a jako ofiara stalinowskiego wymiaru sprawiedliwości był pozbawiony prawa do obrony i uczciwego procesu, to jako dowódca oddziału odpowiedzialnego za zbrodnie wojenne ponosi co najmniej moralną odpowiedzialność za czyny popełnione przez swoich podkomendnych i na bohatera się nie nadaje  .
Po fali krytyki, która przetoczyła się w mediach, jak również napięciach dyplomatycznych na linii Polska–Białoruś , IPN 21 marca 2019 roku wydał kolejne stanowisko, w którym przyznał, że stwierdzenia zawarte w komunikacie przedstawiają jedynie wyniki prac badawczych autorów zatrudnionych w IPN, które nie mają żadnej mocy prawnej i nie wpływają na wynik śledztwa S 28/02/Zi, zamkniętego w 2005 roku:

Komisja Ścigania Zbrodni przeciwko Narodowi Polskiemu nie prowadzi żadnego nowego postępowania w odniesieniu do śledztwa S 28/02/Zi, zamkniętego w 2005 roku. Jakkolwiek autorzy tych publikacji polemizują z jego ustaleniami, ich badania nie mają mocy prawnej i nie wpływają na jego wynik. Wolność badań naukowych pozwala historykom na odnoszenie się do ustaleń śledztwa, a nawet ich kwestionowanie. Jednocześnie żadne interpretacje naukowe, nawet dalece rozmijające się z sentencją umorzenia śledztwa, nie mogą zmieniać decyzji prokuratora. Takiej ewentualnej zmiany dokonać może wyłącznie niezależny w swoich decyzjach od Prezesa Instytutu Pamięci Narodowej prokurator, jedynie po ewentualnym wznowieniu śledztwa. Zawarte w poprzednim komunikacie sformułowania nie wyrażają intencji wznowienia śledztwa .

## Wizerunek „Burego” w pamięci zbiorowej

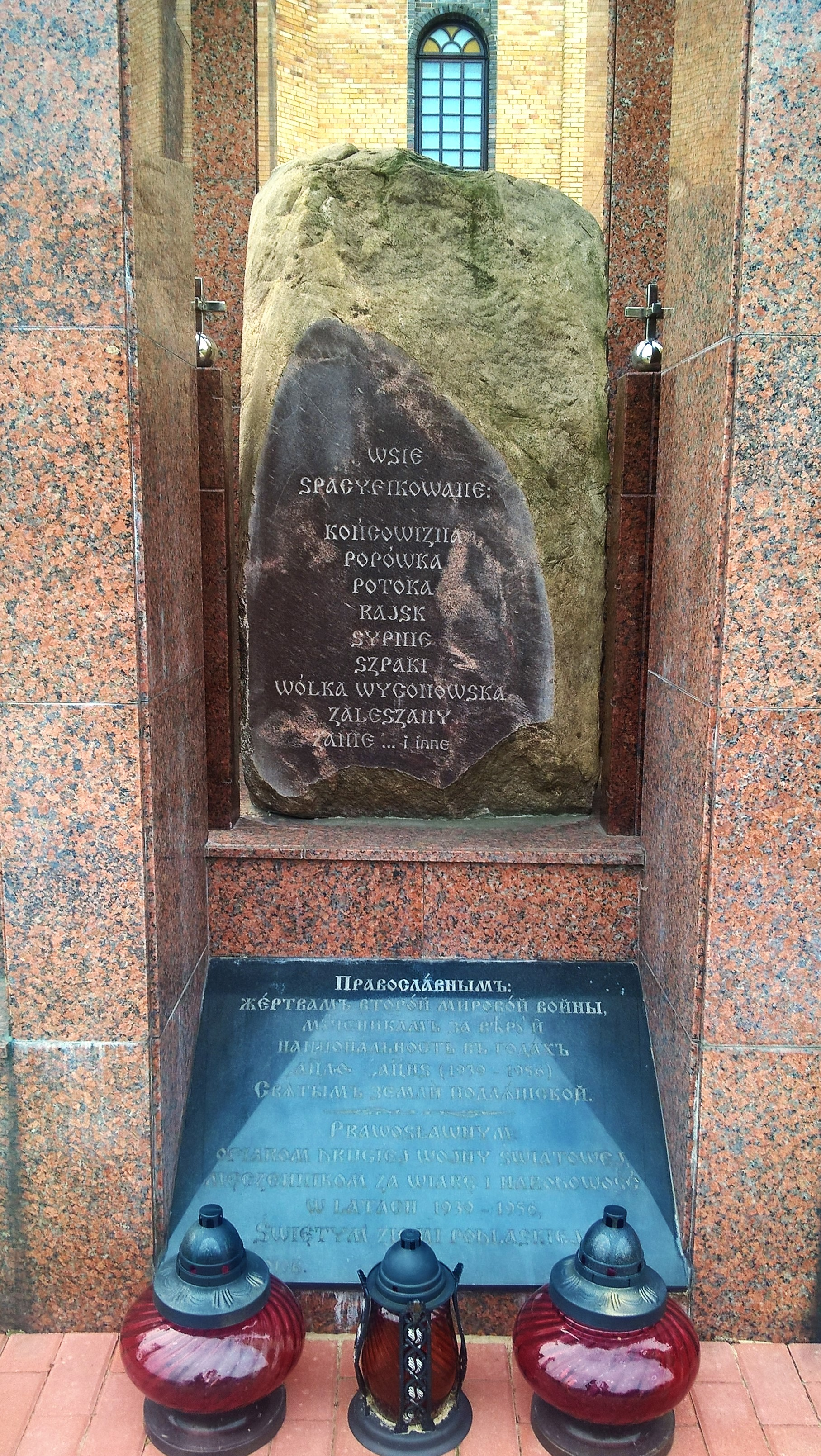
Pomnik prawosławnych mieszkańców Białostocczyzny zabitych i zaginionych w latach 1939–1956 w Białymstoku. Końcowizna, Zanie i Szpaki wymienione wśród miejscowości, w których doszło do zbrodni.

Działania Romualda Rajsa zostały opisane w reportażu Józefa Grabowicza pt. Tędy szedł „Bury” z 1969 roku, wydanym w zbiorze zatytułowanym Miłość szuka azylu (1972).
Zachodzi ostry konflikt pamięci zbiorowej po „Burym” w wielu płaszczyznach, oficjalnej i nieoficjalnej; widoczny jest nawet w płaszczyźnie prawnej, bo z jednej strony dokonano rehabilitacji „Burego” i wypłacono odszkodowania jego rodzinie, a z drugiej strony zarzuca mu się czyny „noszące znamiona ludobójstwa”, których nie wolno utożsamiać z walką niepodległościową. Najbardziej negatywny obraz zachował się w pamięci mniejszości białoruskiej. Pamięć o Rajsie utrzymuje się przede wszystkim na Podlasiu. Mieszkańcy Podlasia wykazują też większe zrozumienie dla obu stron dyskusji.
Żadna ze stron konfliktu nie neguje faktu pacyfikacji wsi białoruskich. Różnica dotyczy interpretacji przyczyn tego czynu. Jedna ze stron twierdzi, że była to kara za współpracę z komunistami, druga – że przyczyny miały podłoże narodowościowe i religijne. Różnice dotyczą również doboru słownictwa na określenie czynów Romualda Rajsa („mord” czy „pacyfikacja”, „zabójstwo” czy „egzekucja”). Inaczej jest opisywane zakończenie działalności partyzanckiej („uciekł do Elbląga” – „Przegląd” 2003, „wyjechał do Elbląga” – „Nasz Dziennik” 2004) oraz jego postawa podczas procesu („zrzucał winę na swojego zastępcę” – „Przegląd” 2003, „kłamał, żeby ratować skórę” – „Gazeta Wyborcza” 2008, „zachował heroiczną postawę” – „Nasz Dziennik” 2004).
Po roku 1989 środowiska nacjonalistyczne w narracji o Romualdzie Rajsie akcentują wątki walki niepodległościowej, skupiają się na jego walce z okupantem i kolaborantami. Środowiska te dbają o dobre imię „Burego”, kładą nacisk na jego zasługi, patriotyzm i bohaterstwo. Pacyfikacja dokonana przez „Burego” nie miała być według nich powodowana pobudkami religijnymi czy narodowymi i nie była wymierzona w ludność cywilną, ale w kolaborującego wroga. W roku 1999 Oficyna Volumen wydała album Żołnierze wyklęci. Antykomunistyczne podziemie zbrojne po 1944 roku opatrzony komentarzami Grzegorza Wąsowskiego i Leszka Żebrowskiego. W albumie pojawia się postać Rajsa, a na stronie 162 można przeczytać, że „rozstrzelano 28 furmanów z grupy 50 osób ujętych w Puszczy Białowieskiej na nielegalnym wyrębie drewna”. Wstęp do albumu napisał ówczesny premier Jerzy Buzek, który określił przedstawione w nim postacie mianem „ludzi zasad i honoru”.
Mniejszość białoruska na Podlasiu obciążona była doświadczeniami z czasów II Rzeczypospolitej, co wywoływało w niej nieufność do władz polskich. Istniał stereotyp polskiego podziemia zbrojnego, którego celem było mordowanie Białorusinów i pacyfikacja wsi białoruskich. W tym ujęciu „Bury” nie pacyfikował kolaborantów, ale osoby niepożądane w Polsce ze względu na religię i narodowość. Sympatyzowanie z władzą ludową było pretekstem do czystek etnicznych. Białorusini nie odróżniali żołnierzy LWP od partyzantów zbrojnego podziemia przebranych za żołnierzy LWP; czyny jednych i drugich zrzucano na partyzantkę. W pamięci strony białoruskiej Rajs nie funkcjonuje jako działacz niepodległościowy; podkreśla się, że w Zaleszanach, Szpakach, Zaniach i Końcowiźnie zginęły osoby cywilne, chłopi, wśród nich kobiety, dzieci i starcy, nie zaś kolaboranci sowieccy. „Bury” postrzegany jest jako bandyta i morderca. Z tego punktu widzenia kara śmierci była wyrokiem sprawiedliwym, a rehabilitacja z roku 1995 jest rehabilitacją bandyty. Wypłacenie 180 000 zł odszkodowania dla rodziny Rajsa, w sytuacji, gdy rodziny ofiar nie otrzymały żadnego zadośćuczynienia jest postrzegane przez mniejszość białoruską jako niesprawiedliwość i jako hańba dla państwa polskiego.
W roku 2002 Agnieszka Arnold nakręciła film dokumentalny „Bohater”, poświęcony postaci Romualda Rajsa. Towarzysze broni „Burego” wypowiadają się o nim niepochlebnie. Film wywołał wiele kontrowersji. Podczas procesu na pytanie sędzi o to, kim jest, filmowy Rajs odpowiada: „Polak! Jestem Polak i katolik. A wy pieski moskiewskie”. W 2013 roku powstał film „Pod opieką świętego Dymitra”, wyreżyserowany przez Jerzego Kalinę. W 2017 r. Ewa Szakalicka wyreżyserowała film dokumentalny "Podwójnie wyklęty", broniący działalności Romualda Rajsa.
W roku 2007 białostocki oddział IPN zorganizował w budynku szkoły muzycznej w Bielsku Podlaskim wystawę upamiętniającą skazanych na karę śmierci w latach 1944–1956. Na wystawie znalazły się podobizny „Burego”, „Rekina” i „Głuszca”. Wywołało to protesty ze strony części osób odwiedzających wystawę.
30 stycznia 2011 roku na Podlasiu oddano hołd 79 ofiarom tych zbrodni . Pacyfikacje dokonane przez oddział „Burego” upamiętniono na odsłoniętym w 2012 pomniku prawosławnych mieszkańców Białostocczyzny zabitych i zaginionych w latach 1939–1956 przy cerkwi Świętego Ducha w Białymstoku, wymieniając obydwie miejscowości wśród tych, w których w wymienionym okresie tragicznie ginęli wyznawcy prawosławia . 29 października 2019 Sobór Biskupów Polskiego Autokefalicznego Kościoła Prawosławnego oficjalnie dołączył trzydziestu zamordowanych przez oddział Rajsa furmanów do grona świętych. Zostali oni włączeni do grupy męczenników chełmskich i podlaskich ze wspomnieniem liturgicznym w ostatnią niedzielę lipca (święto Zaleszańskiej Ikony Matki Bożej) .
Od roku 2016 pod koniec lutego ONR organizuje marsze żołnierzy wyklętych w Hajnówce. Ich celem jest uczczenie pamięci „Burego”. Rada Miasta Hajnówka 21 lutego 2020 roku podjęła uchwałę potępiającą czyny dokonane przez „Burego” na początku 1946 roku oraz wyrażającą dezaprobatę dla organizowania marszu w tym mieście. Mieszkańcy Hajnówki, z których postawą solidaryzuje się samorząd miejski, rokrocznie organizują uroczystości pod nazwą „Wiecznaja Pamiat”, rozpoczynające się nabożeństwem w cerkwi w intencji pomordowanych, a w południe przy pomniku „Ofiarom Przemocy, Wojen i Wysiedleń” zapalane są znicze oraz odczytywana jest lista ofiar oddziału „Burego”. Odbywają się też kontrmanifestacje w postaci marszu upamiętniającego ofiary pacyfikacji, ze znaczącym udziałem stowarzyszenia „Obywatele RP”.

## Argumenty obrońców i krytyków Rajsa
Apologetami Rajsa są Kazimierz Krajewski i Grzegorz Wąsowski. Twierdzą oni, że Rajs mordował wyłącznie osoby popierające komunizm. Posługują się argumentem, że w oddziale Rajsa były dwie osoby wyznania prawosławnego (Mikołaj Kuroczkin „Leśny” i Władysław Jurasow „Wiarus”). W ich przekonaniu rozstrzelani furmani nie byli osobami przypadkowymi, gwałty dokonywane przez ludzi z oddziału „Burego” obciążają wyłącznie ich sprawców, nie dowódcę, pacyfikacja Szpaków była odwetem za strzelanie do polskich żołnierzy w 1939 roku, natomiast spalenie Zań było odwetem za ostrzelanie oddziału „Burego”. Nie wiadomo, czy wśród rozstrzelanych były osoby przeznaczone wcześniej do likwidacji. Zdaniem Krajewskiego i Wąsowskiego Zaleszany zostały spalone słusznie, bo jego mieszkańcy byli wrogo nastawieni do polskiego munduru, odmówili wykonania rozkazów „Burego”, a jeden z mieszkańców uderzył kamieniem „Rekina”. Natomiast „śmierć kobiet i dzieci to tragedia, która nie powinna była się wydarzyć”. Była ona niezamierzona, ale kładzie się cieniem na działalności zarówno „Burego”, jak i jego podkomendnych. Wina „Burego” polega na tym, że stworzył sytuację, „nad którą nie był w stanie zapanować”, w wyniku której zginęły osoby, które nie powinny były ucierpieć. Jak podsumowują wskazani autorzy, „Bury” chciał walczyć o wolność i sprawiedliwość, ale doprowadził do czynów niesprawiedliwych.
Michał Ostapiuk powtarza argumenty Krajewskiego. Jego zdaniem akcje pacyfikacyjne „Burego” były wymierzone w skomunizowaną ludność, a czynnik narodowościowy nie był ich przyczyną. Winę za ofiary wśród kobiet i dzieci zrzucił na „żywiołowy rozwój sytuacji”. Ostapiuk twierdzi, że furmanów nie rozstrzeliwano według kryterium narodowościowo-religijnego i „jest to zbyt pochopna i bardzo mało wiarygodna interpretacja wydarzeń, bo nie wszyscy wozacy wyznawali prawosławie, wszak zastrzelony Aleksander Bondaruk był adwentystą”. Ostapiuk broni także postawy „Burego” na procesie. Jego zdaniem „Bury” obciążając swoim zeznaniem „Rekina” nie mógł mu bezpośrednio zaszkodzić, bo ten pozostawał jeszcze na wolności. Bagatelizuje też rolę jego donosów na pozostałych swych towarzyszy. Według Ostapiuka była to „gra z resortem”. Doniesienia agenta „Jerzego” (relacjonującego, co „Bury” zamierza zrobić po wyjściu na wolność) traktuje jako dowód, że „Bury” nie traktował poważnie złożonej UB oferty współpracy. Podał fałszywe miejsce pobytu „Rekina” (Bytom, a był w Gliwicach), bo chciał aby „Rekin” nadal pozostał na wolności i nie podważył jego zeznań. Z operacyjnego punktu widzenia informacje dostarczone bezpiece przez „Burego” były niewiele warte. Ostapiuk przekonuje, że „Bury” jest ofiarą czasów, w jakich żył, walczył z reżimami, a w tej walce nie było miejsca na rycerskość.
Krytycy Krajewskiego, Wąsowskiego i Ostapiuka zarzucają im aprobowanie zasady odpowiedzialności zbiorowej, obarczanie ofiar odpowiedzialnością za ich własny los oraz negowanie faktu, iż działania represyjne skierowano przeciwko prawosławnym Białorusinom m.in. po to, aby terrorem zmusić ich do opuszczenia terytorium Polski i wyjazdu do ZSRR. Oleg Łatyszonek skrytykował argument Krajewskiego, że „Bury” mógł puścić z dymem nie pięć, ale znacznie więcej wiosek białoruskich. Według Łatyszonka „Bury” zrobił tyle, na ile było go stać: zaatakował i spalił tylko małe wioski z pogranicza obszaru zamieszkanego przez Polaków i Białorusinów. Nie zaatakował dużych wsi na obszarach etnicznie białoruskich, bo te były w stanie się bronić. Piotr Gontarczyk stwierdził, że po akcjach „Burego” mieszkańcy spacyfikowanych wsi na pewno popierali już komunistów. Gontarczyk wątpi, aby wśród 30 zamordowanych furmanów wszyscy byli agentami i komunistami.
Grzegorz Motyka zarzucił Ostapiukowi, że nie odniósł się do wypowiedzi „Burego” na procesie, iż kazał spalić te wsie, bo „ludność ta nie repatriowała się do Związku Radzieckiego”, a zamiast tego wielokrotnie powtarza, że „akcja była wymierzona w ludność skomunizowaną”. Zarzucił mu także naiwność, a jego książkę nazwał „kawaleryjską szarżą na warsztat badań historycznych”. Jakub Woroncow argumentuje, że brakuje dowodów na zbrodnie dokonane na Polakach w 1939 roku w miejscowościach, z których pochodziły ofiary „Burego”. W Zaleszanach zabity został tylko jeden członek PPR i to taki, który tego dnia znalazł się w tej wsi przypadkiem. Krajewskiemu i Wąsowskiemu zarzucił, że patrzą na zbrodnie wyłącznie z perspektywy sprawców, a relacjom świadków nie dają wiary. Mord na furmanach opisują wyłącznie w oparciu o rozmowę z anonimowym weteranem podziemia i jedna taka relacja wystarcza do podważenia kilkuletniego śledztwa IPN, w którym przesłuchano kilkudziesięciu świadków. Nie było żadnej listy osób przeznaczonych do likwidacji, na którą powołuje się Krajewski. Woroncow zarzucił obrońcom „Burego”, że nie lubią powoływać się na źródła ze śledztwa i procesu „Burego”, a także na materiały podziemia WiN-owskiego, że ignorują fakt, iż partie komunistyczne działały na terenach etnicznie polskich, a niektórzy księża katoliccy wieszali czerwone flagi na swych kościołach we wrześniu 1939 roku. Bartosz Konieczka podważył mit Białorusinów w oddziale „Burego”. Obaj wywodzili się z rodzin białogwardyjskiej rosyjskiej emigracji, a Jurasow dodatkowo wywodził się z rodziny szlacheckiej, służył w oddziale „Burego” od roku 1943.
Zdaniem Witolda Jurasza zwolennicy uczynienia z „Burego” polskiego bohatera narodowego – w tym zwłaszcza autorzy komunikatu opublikowanego na stronie IPN w lutym 2019 roku – nie biorą pod uwagę potencjalnych zagrożeń dla wizerunku Polski na arenie międzynarodowej, jakie mogłaby przynieść gloryfikacja tej postaci na szczeblu państwowym. Podkreśla on, że siłą Polski w sporach historycznych z innymi państwami i narodami jest fakt, iż działania o charakterze nieetycznym czy zgoła przestępczym, takie jak m.in. zbrodnie wojenne oddziału Rajsa na podlaskich Białorusinach, pozostają marginalnymi, mało znaczącymi epizodami w historii Polski, w tym także w dziejach powojennego antykomunistycznego podziemia niepodległościowego. Co za tym idzie, uczciwe rozliczenie tego typu czynów daje Polakom pełne moralne prawo do domagania się takich samych rozliczeń po stronie innych państw i narodów. W ocenie Jurasza argumentacja o skomunizowaniu wiosek białoruskich, jaką posługują się obrońcy „Burego”, przypomina argumentację stosowaną przez byłego prezesa ukraińskiego IPN – Wołodymyra Wiatrowycza, który usiłował usprawiedliwiać zbrodnie OUN-UPA popełnione na Polakach zamieszkujących Kresy Wschodnie. W sytuacji, gdy przedstawiciele państwa polskiego domagają się od Ukrainy jednoznacznego potępienia rzezi wołyńskiej oraz zaprzestania oddawania czci organizacjom i osobom za nią odpowiedzialnym, próby rehabilitacji „Burego” i usprawiedliwiania zbrodni popełnionych przez podległych mu żołnierzy mogą czynić takie żądania mało wiarygodnymi  .

## Odznaczenia
- Krzyż Walecznych (nadany 9 kwietnia 1944)
- Krzyż Srebrny Orderu Virtuti Militari (nadany w lipcu 1944)
- Krzyż Złoty Orderu Virtuti Militari (nadany w styczniu 1946)
- Srebrny Krzyż Zasługi z Mieczami (nadany w sierpniu 1945)[84]